# شیائومی می نوت ۱۰
شیائومی می سی‌سی‎۹ پرو (به انگلیسی: Xiaomi Mi CC9 Pro) (معروف به می نوت ۱۰ یا می نوت ۱۰ پرو) یک تلفن هوشمند اندروید است که توسط شرکت شیائومی ساخته شده‌است. این موبایل اولین موبایل با دوربین اصلی ۱۰۸ مگاپیکسلی و دومین موبایل با ۵ عدد دوربین است.

## مشخصات

### طراحی و سخت‌افزار
می نوت ۱۰ از فریم آلومینیومی و بدنه شیشه ای گوریلا گلس ۵ در پشت و جلو استفاده می‌کند در قسمت پشتی، سه لنز در یک ماژول برجسته دوربین قرار دارند که لنز چهارم دارای لنز جداگانه است، در حالی که پایین‌ترین سطح با صفحه شیشه ای یکسان است. تراشه این گوشی اسنپ‌دراگون ۷۳۰جی و گرافیک گوشی آدرنو ۶۱۸ است. حافظه داخلی می نوت ۱۰ ۱۲۸ گیگابایت و رم ۶ گیگابایتی است ولی حافظه داخلی می نوت ۱۰ پرو ۲۵۶ گیگابایت و رم ۸ گیگابایت است.
صفحه نمایش می نوت ۱۰ آمولد است و گوشه‌های خمیده دارد و حسگر اثرانگشت اپتیکال زیر نمایشگر است. بلندگو به همراه جک ۳٫۵ میلی‌متری زیر دستگاه قرار دارد. این گوشی دارای باتری ۵۲۶۰ میلی‌آمپری و شارژر ۳۰ واتی با کابل type-c است

### دوربین
قسمت پشتی دستگاه دارای تنظیم دوربین پنتا با بزرگنمایی هیبریدی ۱۰ برابر است که متشکل از لنز اولیه ۱۰۸ مگاپیکسلی، لنز اولترا واید ۲۰ مگاپیکسلی، لنز تله فوتو ۱۲ مگاپیکسلی با بزرگنمایی اپتیکال ۲ برابری و زوم اصلی ۵۰ برابری، لنز تله فوتو ۵ مگاپیکسل با زوم اپتیکال ۵ برابری و یک لنز ماکرو ۲ مگاپیکسلی. عکس‌های گرفته شده با لنز تله ۵ مگاپیکسل به ۸ مگاپیکسل ارتقا می‌یابند. فوکوس خودکار در همه دوربین‌ها به جز لنز ماکرو وجود دارد و OIS در لنزهای بزرگنمایی اولیه و ۵ برابر وجود دارد. لنز ماکرو می‌تواند در فواصل ۲ تا ۱۰ سانتی‌متری فوکوس کند و برای عکس‌های نزدیک استفاده می‌شود، اما لنز فوق تصویری برای عکس‌های ماکرو در فیلم‌ها استفاده می‌شود. اگر سوژه از ۲ سانتی‌متر نزدیکتر باشد، تلفن از هر دو دوربین استفاده خواهد کرد. می نوت ۱۰ می‌تواند فیلم ۴کی با سرعت ۳۰ فریم در ثانیه، فیلم ۱۰۸۰p با سرعت ۳۰، ۶۰، ۱۲۰ یا ۲۴۰ فریم بر ثانیه یا فیلم فوق‌العاده آهسته 720p با سرعت ۹۶۰ فریم در ثانیه ضبط کند.
چهار LED در سمت راست ماژول دوربین برای فلاش قرار گرفته‌اند که دو عدد از آنها در پشت دیفیوزر قرار گرفته‌اند.

### نرم‌افزار
می نوت ۱۰ از سیستم‌عامل اندروید ۹ (پای) و رابط می یوآی ۱۱ استفاده می‌کند که می‌توان تا اندروید ۱۰ و می یوآی ۱۲ ارتقا داد

## مدل‌ها

### می نوت ۱۰ پرو
تفاوت می نوت ۱۰ معمولی و پرو در دوربین و حافظه آن‌ها است.
می نوت ۱۰ از حافظه ذخیره‌سازی ۱۲۸ گیگ و رم ۶ گیگ استفاده می‌کند. اما می نوت ۱۰ پرو از حافظه ذخیره‌سازی ۲۵۶ گیگ و رم ۸ گیگ استفاده می‌کند؛ و لنز دوربین اصلی می نوت ۱۰ از ۷ لایه عدسی تشکیل شده‌است اما لنز دوربین اصلی می نوت ۱۰ پرو از ۸ لایه عدسی تشکیل شده‌است و کیفیت بهتری نسبت به می نوت ۱۰ دارد.

### می نوت ۱۰ لایت
می نوت ۱۰ لایت نسخه ارزانتر می نوت ۱۰ است. این نسخه در ۳۰ آوریل ۲۰۲۰ معرفی شده‌است. تفاوت این نسخه با نسخه معمولی در دوربین، وزن و صفحه نمایش است. می نوت ۱۰ لایت به جای دوربین ۱۰۸ مگاپیکسل از دوربین ۶۴ مگاپیکسل استفاده کرده و دوربین تله فوتو ندارد. حداکثر روشنایی صفحه می نوت ۱۰ ۶۰۰ نیت است اما در نسخه لایت ۴۳۰ نیت.